# Yisroel Avrohom Portugal
Yisroel Avrohom Portugal, auch Israel Abraham Portugal (geboren am 2. Juni 1923 in Skulen, heute Republik Moldau; gestorben am 1. April 2019 im Johns Hopkins Hospital in Baltimore, Maryland, Vereinigte Staaten), war ein rumänisch-US-amerikanischer Großrabbiner und geistliches Oberhaupt der Skulen-Gruppierung («Skulen Chassidim»). Er galt als einer der letzten großen chassidischen Rebbes, die den Holocaust und den Eisernen Vorhang überlebten und ihre Gemeinden in New York und Israel wieder aufgebaut haben.

## Leben
Yisroel Avrohom Portugal war der Sohn des Rabbiners Eliezer Zusia Portugal und seiner Frau Sheina Rachel. Er studierte in Viznitz bei Eliezer Hager. Bereits als 17-Jähriger hatte er die Leitung der jüdischen Gemeinde in seinem Heimatort inne. Vor Beginn des Zweiten Weltkrieges flüchteten er und seine Familien aus dem moldauischen Sculeni (jiddisch סקולען, Skulen) und überlebten den Krieg im ukrainischen Czernowitz. Nach Kriegsende lebten sie im rumänischen Bukarest. Nach Verhaftung und Folter gelangten sie 1959/60 auf Intervention des Generalsekretärs der Vereinten Nationen, Dag Hammarskjöld, in die USA und lebten in Borough Park in Brooklyn. Sein Vater war der Begründer der kleinen, ultra-orthodoxen chassidischen Skulen-Gruppierung, die Yisroel Avrohom Portugal als Großrabbiner nach dem Tode seines Vaters 1982 übernahm. Er gründete jedoch keine Jeschiwa für seine Gemeinde in den Vereinigten Staaten, sondern engagierte sich nur für die spirituelle Entwicklung.
Zusammen mit seinem Vater Eliezer Zusia Portugal retteten sie über 300 jüdische Kinder vor der nationalsozialistischen Verfolgung und versteckten sie in Bukarest. Vater und Sohn wurden zu Gefängnis verurteilt und gefoltert, weil sie die Tora unterrichtet hatten und Waisenkinder nach Israel schmuggelten.
Yisroel Avrohom Portugal war verheiratet mit Reisel (gestorben 2005); aus der Ehe stammten fünf Söhne und drei Töchter. Die Trauerfeier fand unter großer Anteilnahme der Bevölkerung in Boro Park statt; er wurde auf dem chassidischen Friedhof in Monsey, westlich von New York City, bestattet.